# Palacio de Recreación y Deportes
Il Palacio de Recreación y Deportes è uno dei principali palazzetti dello sport della città portoricana di Mayagüez.
Il Palacio de Recreación y Deportes ospita le gare interne delle Indias de Mayagüez, impegnate nella Liga de Voleibol Superior Femenino, quelle degli Indios de Mayagüez, impegnati nella Liga de Voleibol Superior Masculino, e quelle degli Indios de Mayagüez, impegnati nel Baloncesto Superior Nacional.
Nel 2010 è stato una delle arene impiegate per i XXI Giochi centramericani e caraibici, in occasione dei quali è stato rimodernato a partire dal 2008. Nel 2013 ha ospitato un girone da tre incontri del World Grand Prix nel quale era impegnata nazionale portoricana di pallavolo femminile.